# Есперлы
Есперлы (каз. Есперлі) — село в Жамбылском районе Северо-Казахстанской области Казахстана. Входит в состав [[Жамбылский сельский округ (Северо-Казахстанская область)|Жамбылского сельского округа].Проживающие прямые потомки Суйiр батыра и Сары батыра]. Код КАТО — 594639300.

## История
Бұл елді мекенде "Бидалы Уақтын" ұрпақтары ұрпақтары шоғырланған.
Основано в 1954 г. В 1954—1996 гг. — центральная усадьба зерносовхоза «Джамбульский».

## География
Северо-Казахстанская область, Жамбылский район,с.Есперлi.В 8 километрах от запада с.Украинское.
Северо-западнее села располагаются озёра Сексембай и Таймассор.

## Население
В 1999 году население села составляло 451 человек (219 мужчин и 232 женщины). По данным переписи 2009 года, в селе проживало 323 человека (151 мужчина и 172 женщины).